# Eupithecia marmaricata
Eupithecia marmaricata là một loài bướm đêm trong họ Geometridae.